# Доминик (святой)
Домини́к де Гусма́н Гарсе́с (исп. Domingo de Guzmán Garcés; 1170, Калеруэга, Испания — 6 августа 1221, Болонья, Италия) — испанский католический монах, проповедник, основатель Ордена проповедников, более известного как орден доминиканцев.
Канонизирован католической церковью. Художественно-символически изображается в белом одеянии под чёрным плащом, с лилией в руке, знаком целомудрия; иногда со звездой во лбу — выражением источаемой им святости. Память — 8 августа.

## Биография

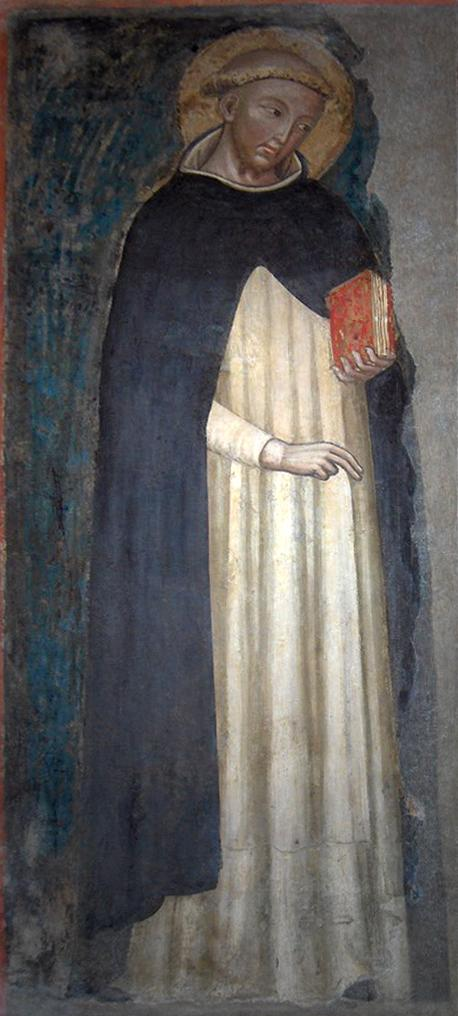
Изображение св. Доминика в базилике св. Доминика в Болонье

Родился в дворянской семье Гусманов в Калеруэге в 1170 году. Он обучался в школе в Паленсии, где в течение десяти лет изучал свободные искусства и теологию. В молодости Доминик прославился своей добротой и состраданием, известно, что он продавал свои ценные книги и даже одежду, чтобы помочь страдающим от голода и взятым маврами в плен соотечественникам.
В 1196 году Доминик был рукоположён в священники и стал членом капитула регулярных каноников в г. Осма.
В 1203 году епископ Диего де Асеведа был послан кастильским королём Альфонсом IX в Данию с дипломатической миссией, имевшей цель добиться согласия на брак датской принцессы с испанским принцем. Доминик был включён в состав этой экспедиции.

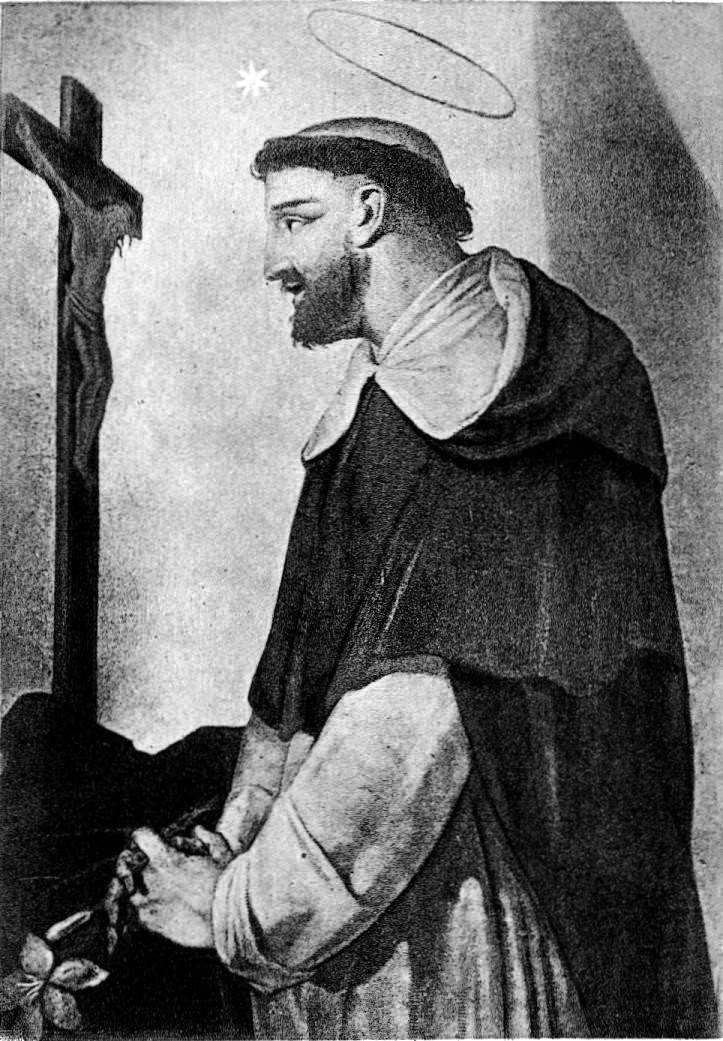
Св. Доминик (монастырь Санта-Сабина, Рим, Италия)

Проезжая через территорию Южной Франции, епископ и его спутники были поражены размахом распространения на этой территории ереси альбигойцев. После возвращения из северной Европы епископ де Асеведа и Доминик остались в Южной Франции, решив посвятить себя проповеди Евангелия и борьбе с ересью в этом регионе. В 1206 году ими была основана женская община в Пруйле, состоявшая из дочерей дворян-католиков и женщин, обращённых из ереси.
Епископ скоро был отозван папой, но Доминик остался во Франции и продолжал свою деятельность.
В 1209—1213 годах Доминик вновь проповедует в Лангедоке во время крестового похода против альбигойцев, который позднее возглавил граф Симон де Монфор. Согласно антикатолическим памфлетам Лео Таксиля, Доминик во время этого похода активно призывал к расправам над еретиками, и в целом считается одним из тех, благодаря кому слово инквизиция стало ассоциироваться с жестокими расправами над инакомыслящими.
В 1214 появляется первая община в Тулузе, шестеро единомышленников из этой общины стали затем ядром Ордена проповедников.
В 1215 году во время работы IV Латеранского Собора, Доминик прибывает в Рим и обращается к папе Иннокентию III с просьбой утвердить Орден, однако утверждён устав ордена был уже в 1216 году  следующим папой Гонорием III в булле Religiosam vitam. Орден получил имя Орден Проповедников (Ordo Praedicatorum, OP), впоследствии его стали чаще называть орденом доминиканцев по имени основателя. Главными задачами ордена были проповедь Евангелия и изучение наук.
В 1217 году Доминик переехал в Рим, где начал интенсивную работу в интересах созданного им и быстро растущего ордена. В 1218—1219 он совершил визитацию доминиканских монастырей во Франции, Испании и Италии. На первых генеральных капитулах ордена Доминик определил его структуру, в частности, ввёл разделение ордена на провинции.

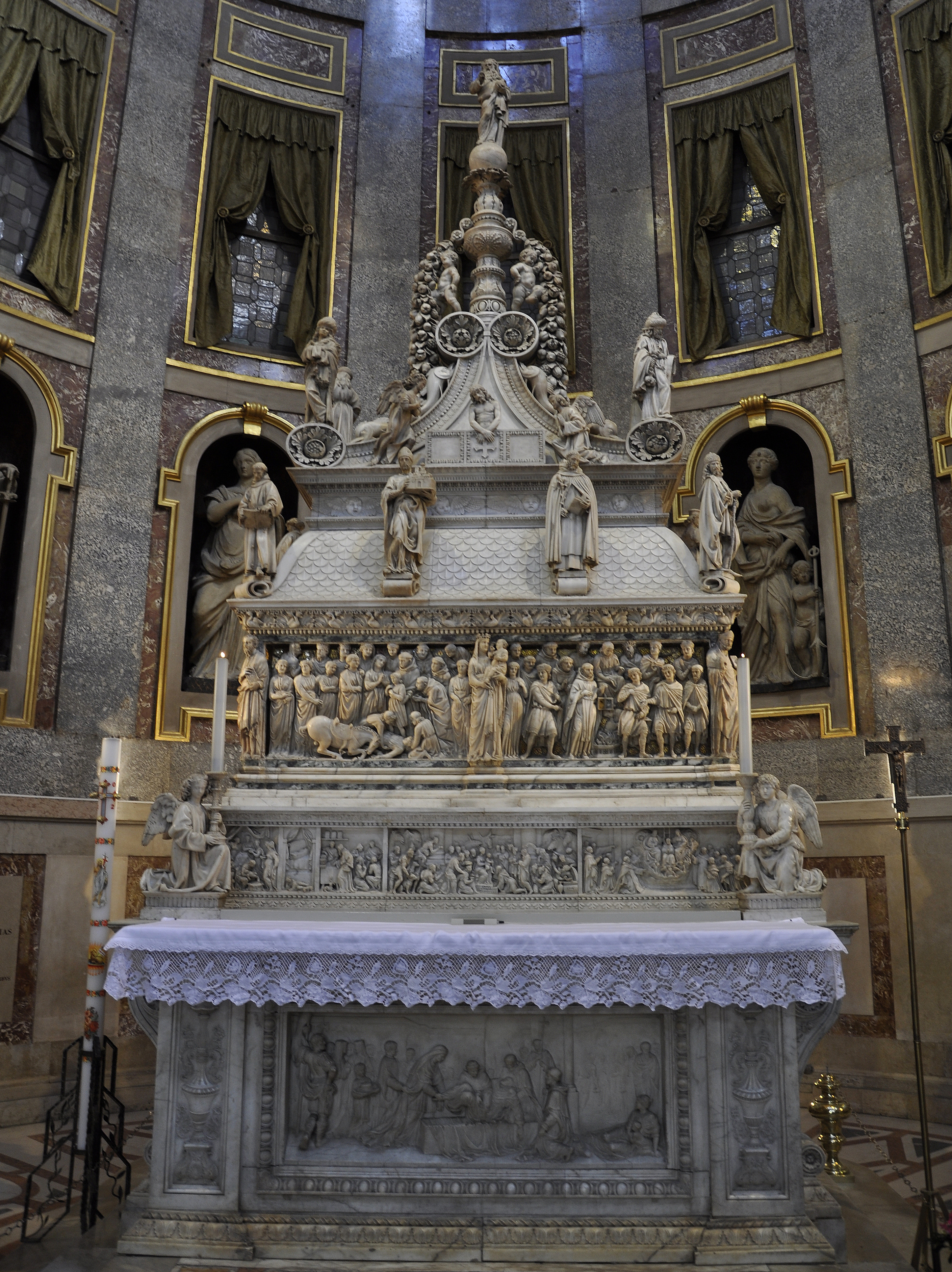
Гробница Святого Доминика в Болонье

В 1221 году, незадолго до смерти, Доминик основал монастырь при римской церкви св. Сабины.
Умер в 1221 году в Болонье, мощи св. Доминика покоятся в болонской базилике, названной в его честь. В 1234 году папа Григорий IX канонизировал Доминика. «Его любили все — богатые и бедные, евреи и язычники», — вспоминал современник.
День памяти в Католической Церкви — 8 августа. Помимо Болоньи, католические храмы в честь Святого Доминика воздвигнуты во многих других местах, например, в Турине, Таормине, Кьети, Пополи, Сантьяго, Оахаке-де-Хуарес, Сан-Кристобале-де-лас-Касас и др. Его именем названы город Санто-Доминго — столица Доминиканской республики, покровителем которой он является, а также несколько городов в Чили, Колумбии, Коста-Рике, Эквадоре, США, на Кубе, Филиппинах, форт на Тайване.

## Традиции
Традиция Католической Церкви связывает с именем св. Доминика появление Розария — широко распространённой католической молитвы на чётках. По легенде, Розарий был вручён св. Доминику в 1214 г. во время явления Девы Марии.
Ещё одна традиция связывает эмблему доминиканского ордена — бегущую собаку с пылающим факелом в зубах — со сном, в котором мать св. Доминика увидела такую собаку накануне рождения сына. Возможно также, что эта эмблема происходит от игры слов Dominicanes=Domini canes: лат. Domini canes — «псы Господни».

## Иконография
Св. Доминик изображается в белой тунике доминиканского монаха, белом скапулярии и чёрном плаще; иконографические символы св. Доминика — лилия, звезда во лбу или надо лбом, книга Eвангелие (чаще всего открытая на странице со словами из Евангелия от Марка (16:15 - 16): «Идите и проповедуйте»), крест основателя (патриарший), храм (латеранская базилика), собака с факелом, розарий, посох.
Самые ранние интерпретации образа святого — изображения XIII века в монастыре Санта Мария Новелла во Флоренции и в базилике Св. Франциска в Ассизи, а также фрески школы Джотто в церкви Сан-Доменико-Маджоре (Неаполь)).
Цикл сцен из жизни св. Доминика представлен на полиптихе Ф. Траини (XIV век) для церкви Св. Екатерины в Пизе. Серию одухотворённых образов св. Доминика создал Беато Анджелико (XV век). На картине Педро Берругете (XV век) изображено так называемое «Чудо огня», произошедшее в 1207 году в Фанжо, когда в ходе ордалии еретические книги альбигойцев сгорели, а книга святого Доминика выскочила из огня невредимой.
В работах Креспи, Доменикино, Джордано, Тьеполо и других художников изображено явление Девы Марии, вручающей св. Доминику чётки — символ молитвы Розария.